# Pierre Tirard
Pierre Emmanuel Tirard (Ginebra, 27 de septiembre de 1827 - París, 4 de noviembre de 1893) fue un político francés, primer ministro de su país en dos etapas a finales del siglo XIX.

## Biografía
Nació de padres franceses en la ciudad suiza de Ginebra. Después de estudiar en su ciudad natal, Tirard se convirtió en ingeniero civil. Tras cinco años de servicio en el gobierno, renunció para convertirse en un comerciante de joyas. Su decidida oposición al imperio, que culminó en 1869 en una campaña a favor del candidato radical opuesto a Émile Ollivier, se vio recompensada con su elección como alcalde del XI Distrito de París y como diputado por el Sena. Nombrado miembro de la Comuna de París, protestó contra la tiranía del comité central y escapó de París para retomar su lugar entre la extrema izquierda en la Asamblea Nacional de Versalles.
En 1876 regresó a la Cámara de Diputados como representante del I Distrito de París, y fue reelegido el año siguiente. Se dedicó especialmente a las finanzas, siendo por un corto tiempo presidente de la comisión de aduanas antes de su nombramiento como ministro de agricultura y comercio en marzo de 1879 en el gabinete de William Henry Waddington. Ocupó la misma cartera en el primer gobierno de Charles de Freycinet (1879-1880) y en el de Jules Ferry (1880-1881). Fue ministro de comercio en el segundo gabinete de Freycinet (1882), de finanzas en el de Charles Duclerc (1882-1883) y de Armand Fallières (1883), conservando el mismo cargo en el segundo gobierno de Jules Ferry (1883-1885).
Cuando Sadi Carnot se convirtió en presidente de la República en 1887 pidió a Tirard que formara gobierno. Tuvo que enfrentarse al escándalo de las condecoraciones que había llevado a la caída del presidente Jules Grévy y a la agitación revisionista del general Georges Boulanger. Su negativa a proceder a la revisión de la leyes constitucionales de 1875 llevó a la caída de su gobierno el 30 de marzo de 1888. 
Volvió al poder el año siguiente y decidió llevar a Boulanger y a sus principales partidarios ante la Corte de Casación, pero la huida del general resolvió efectivamente la cuestión. También arrestó a Felipe de Orleans, que había visitado Francia disfrazado. Renunció a su cargo el 15 de marzo de 1890 por la cuestión del tratado comercial franco-turco. Sustituyó a Maurice Rouvier en el gabinete de Alexandre Ribot (1892-1893) como ministro de finanzas, y murió en París en 1893.